# 湖北省作家协会
湖北省作家协会，简称湖北省作协，是中华人民共和国湖北省文学工作者组成的专业性人民团体，是中国作家协会的团体会员。其最高权力机构为湖北省作家协会代表大会。

## 历届主席
第五届2007-
主席：方方
第六届2012-
主席：方方
第七届2018-
主席 李修文
副主席 高晓晖、耿瑞华、江清和。
副主席（兼职）：田贞见（田天）、刘川鄂、叶立文、晓苏、张执浩、曹军庆、何子英（女）、李鲁平、艾晶晶（匪我思存，女）。
第八届2023-
主席：李修文。
常务副主席：古新功。
副主席：申东辉、曾怡（女）、蔡家园。
副主席（兼职）：叶立文、张执浩、李鲁平、艾晶晶（女）、周新民、舒辉波、普玄、朱朝敏（女）、谢络绎（女）。